# Amerikanische Zwergspitzmaus
Die Amerikanische Zwergspitzmaus (Sorex hoyi) ist eine Spitzmausart, die in Kanada und den USA heimisch ist. Neben den Amerikanischen Zwergmäusen (Baiomys) gehört sie zu den kleinsten Säugetieren in Nordamerika.

## Beschreibung
Die Kopf-Rumpf-Länge beträgt 4,1 bis 6,7 cm. Der Schwanz ist 2,1 bis 3,9 cm lang. Das Gewicht kann zwischen 2,1 und 7,3 Gramm betragen. Sie besitzt ein dichtes Fell, das eine graubraune Färbung aufweist.

## Verbreitung und Lebensraum

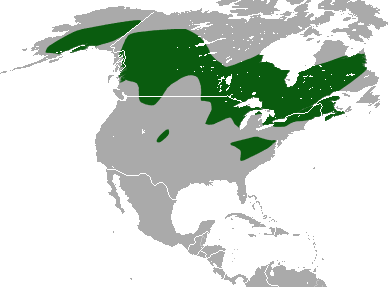
Verbreitungsgebiet

Sie ist in Nordamerika in der nördlichen Taigazone sowie den südlichen Auslegern der Rocky Mountains und den Appalachen verbreitet. Die Zwergspitzmäuse sind praktisch in allen Klimazonen zu finden und vertragen nasses, trockenes, kaltes und warmes Klima. Sie bewohnt Bergwälder, Sümpfe und Marschen. Der Bau kann sich in einer Erdhöhle, unter einem Baumstamm oder in den Wurzeln von toten Baumstümpfen befinden.

## Lebensweise
Sie steht häufig auf den Hinterbeinen und kann schnell rennen. Der ausgestreckte, leicht gekrümmte Schwanz wird dabei als Balance benutzt. Sie kann behände klettern und springt bis zu 10 cm hoch. Ihr Ruf ist ein Wechsel aus scharfen Quieklauten sowie leisem Schnurren und hohen Pfeif- und Flüsterlauten. Sie ernährt sich von Insekten, Würmern und anderen Wirbellosen. Offenbar verschmäht sie auch Aas nicht. Ihre Feinde sind Greifvögel, Eulen und Schlangen.
Diese Tiere sind tag- und nachtaktiv. Die Paarungszeit ist im Frühsommer. Die Tragzeit beträgt 18 Tage. Man geht von einem Wurf pro Jahr aus, der zwischen drei und acht Jungtiere umfassen kann.